# ورزشگاه بران
ورزشگاه بران (به لاتین: Brann Stadion) یک ورزشگاه فوتبال در نروژ است که در Bergen Municipality واقع شده‌است.